# Lipotriches
Lipotriches is een geslacht van vliesvleugeligen uit de familie Halictidae. De wetenschappelijke naam van dit geslacht van bijen is voor het eerst gepubliceerd door Carl Eduard Adolph Gerstaecker in 1857. Gerstaecker had een collectie vliesvleugeligen onderzocht, die door Wilhelm Peters in Mozambique was verzameld.
Dit geslacht is wijdverspreid over het oostelijk halfrond, maar komt niet voor in Europa.

## Soorten
Volgens ITIS behoren deze soorten tot Lipotriches:
- L. ablusa (Cockerell, 1931)
- L. abuensis (Cameron, 1908)
- L. acaciae (Cockerell, 1935)
- L. adelaidella (Cockerell, 1910)
- L. aenea (Smith, 1875)
- L. aenescens (Friese, 1912)
- L. aerata (Smith, 1875)
- L. alberti (Cockerell, 1942)
- L. albitarsis (Friese, 1930)
- L. alboscopacea (Friese, 1917)
- L. alternata (Cockerell, 1942)
- L. amatha (Cockerell, 1935)
- L. analis (Benoist, 1964)
- L. andrei (Vachal, 1897)
- L. andrenina (Cockerell, 1911)
- L. antennata (Smith, 1875)
- L. apicata (Cockerell, 1936)
- L. argentifrons (Smith, 1862)
- L. armatipes (Friese, 1930)
- L. armatula (Dalla Torre, 1896)
- L. arnoldi (Friese, 1930)
- L. aurata (Bingham, 1897)
- L. aureobalteata (Cameron, 1902)
- L. aureohirta (Cameron, 1898)
- L. aureotecta (Cockerell, 1931)
- L. aurifrons (Smith, 1853)
- L. austella (Hirashima, 1978)
- L. australica (Smith, 1875)
- L. azarensis (Cockerell, 1932)
- L. babindensis (Cockerell, 1930)
- L. bantarica (Cockerell, 1919)
- L. basipicta (Wickwar, 1908)
- L. bechuanella (Cockerell, 1939)
- L. bequaertiella (Cockerell, 1942)
- L. betsilei (Saussure, 1890)
- L. bicarinata (Cameron, 1903)
- L. bigibba (Saussure, 1890)
- L. blandula (Vachal, 1903)
- L. bombayensis (Cameron, 1908)
- L. brachysoma (Schletterer, 1891)
- L. brevipennis (Friese, 1915)
- L. brisbanensis (Cockerell, 1913)
- L. brooksi (Pauly, 1991)
- L. burmica (Cockerell, 1920)
- L. butteli (Friese, 1913)
- L. ceratina (Smith, 1857)
- L. ceylonica (Friese, 1913)
- L. cincticauda (Cockerell, 1943)
- L. cinerascens (Smith, 1875)
- L. circumnitens (Cockerell, 1946)
- L. cirrita (Vachal, 1903)
- L. clavata (Smith, 1853)
- L. clavicornis (Warncke, 1980)
- L. clavisetis (Vachal, 1910)
- L. clypeata (Smith, 1875)
- L. collaris (Vachal, 1903)
- L. comberi (Cockerell, 1911)
- L. comperta (Cockerell, 1912)
- L. crassula (Vachal, 1903)
- L. cribrosa (Spinola, 1843)
- L. crocodilensis (Pauly, 1990)
- L. cubitalis (Vachal, 1897)
- L. cyanella (Cockerell, 1913)
- L. cheesmanae (Michener, 1965)
- L. chilwensis (Cockerell, 1939)
- L. dentipes (Friese, 1930)
- L. dentiventris (Smith, 1875)
- L. derema (Strand, 1914)
- L. desolata (Cockerell, 1941)
- L. digitata (Friese, 1909)
- L. dimissa (Cockerell, 1921)
- L. doddii (Cockerell, 1905)
- L. dominarum (Cockerell, 1932)
- L. echinata (Friese, 1930)
- L. edirisinghei Pauly, 2006
- L. elongata (Friese, 1914)
- L. elongatula (Cockerell, 1915)
- L. erimae (Friese, 1909)
- L. esakii (Hirashima, 1961)
- L. ethioparca (Cockerell, 1935)
- L. exagens (Walker, 1860)
- L. excellens (Cockerell, 1929)
- L. femorata (Friese, 1936)
- L. ferricauda (Cockerell, 1913)
- L. fervida (Smith, 1875)
- L. fimbriata (Vachal, 1897)
- L. flavitarsis (Friese, 1909)
- L. flavoviridis (Cockerell, 1905)
- L. floralis (Smith, 1875)
- L. fortior (Cockerell, 1929)
- L. frenchi (Cockerell, 1912)
- L. friesei (Magretti, 1899)
- L. fruhstorferi (Pérez, 1905)
- L. fulvinerva (Cameron, 1907)
- L. fulvohirta (Smith, 1875)
- L. fumipennis (Pauly, 2001)
- L. generosa (Smith, 1875)
- L. geophila (Cockerell, 1930)
- L. gilberti (Cockerell, 1905)
- L. goniognatha (Cockerell, 1919)
- L. gracilipes (Smith, 1875)
- L. gratiosa (Friese, 1914)
- L. grisella (Cockerell, 1913)
- L. guineensis (Strand, 1912)
- L. guluensis (Cockerell, 1943)
- L. hainanensis (Wu, 1985)
- L. halictella (Cockerell, 1905)
- L. hippophila (Cockerell, 1910)
- L. hirsutissima (Cockerell, 1935)
- L. hirsutula (Cockerell, 1947)
- L. hylaeoides (Gerstäcker, 1857)
- L. hypodonta (Cockerell, 1905)
- L. inaequalis (Cockerell, 1931)
- L. inamoena (Benoist, 1950)
- L. jacobsoni (Friese, 1914)
- L. johannis (Cockerell, 1946)
- L. kabindana (Strand, 1920)
- L. kamerunensis (Friese, 1916)
- L. kampalana (Cockerell, 1935)
- L. kangrae (Nurse, 1904)
- L. kankauana (Strand, 1913)
- L. kasoutina (Cockerell, 1943)
- L. katonana (Strand, 1913)
- L. kondeana (Strand, 1913)
- L. krombeini (Hirashima, 1978)
- L. kurandina (Cockerell, 1910)
- L. lactinea (Vachal, 1903)
- L. lamellicornis (Friese, 1911)
- L. langi (Cockerell, 1932)
- L. latetibialis (Friese, 1924)
- L. latifacies (Strand, 1911)
- L. lautula (Cockerell, 1919)
- L. leucomelanura (Cockerell, 1935)
- L. levicauda (Cockerell, 1919)
- L. ligata (Vachal, 1903)
- L. lubumbashica (Cockerell, 1943)
- L. lucidula (Vachal, 1910)
- L. luridipes (Benoist, 1964)
- L. maai (Michener, 1965)
- L. macropus (Friese, 1930)
- L. magniventris (Friese, 1914)
- L. makomensis (Strand, 1912)
- L. meadewaldoi (Brauns, 1912)
- L. medani (Cockerell, 1942)
- L. media (Benoist, 1964)
- L. mediorufa (Cockerell, 1912)

- L. melanodonta (Cockerell, 1926)
- L. melanoptera (Cockerell, 1910)
- L. melanosoma (Benoist, 1964)
- L. melvilliana (Cockerell, 1929)
- L. minuta (Benoist, 1964)
- L. minutula (Friese, 1909)
- L. miranda (Rayment, 1954)
- L. modesta (Smith, 1862)
- L. moerens (Smith, 1875)
- L. mollis (Smith, 1879)
- L. montana (Ebmer, 1978)
- L. morata (Cockerell, 1920)
- L. mozambensis (Pauly, 2003)
- L. muscosa (Cockerell, 1910)
- L. musgravei (Cockerell, 1929)
- L. nana (Smith, 1875)
- L. nanensis (Cockerell, 1929)
- L. natalensis (Cockerell, 1916)
- L. negligenda (Dalla Torre, 1896)
- L. nigra (Wu, 1985)
- L. nitidibasis (Cockerell, 1920)
- L. notabilis (Schletterer, 1891)
- L. notiomorpha (Hirashima, 1978)
- L. nubecula (Smith, 1875)
- L. nubilosa (Cockerell, 1942)
- L. nuda (Rayment, 1939)
- L. oberthuerella (Saussure, 1890)
- L. obscura (Benoist, 1964)
- L. odontostoma (Cockerell, 1941)
- L. opacibasis (Cockerell, 1935)
- L. orientalis (Friese, 1909)
- L. pachypoda (Cockerell, 1920)
- L. palavanica (Cockerell, 1915)
- L. pallidibasis (Cockerell, 1936)
- L. pallidicincta (Cockerell, 1932)
- L. pallidiventer (Cockerell, 1943)
- L. panganina (Strand, 1911)
- L. parca (Kohl, 1906)
- L. patellifera (Westwood, 1875)
- L. pennata (Friese, 1924)
- L. perlucida (Cockerell, 1911)
- L. petterssoni (Pauly, 1991)
- L. phanerura (Cockerell, 1913)
- L. phenacura (Cockerell, 1911)
- L. philippinensis (Cockerell, 1915)
- L. picardi (Gribodo, 1894)
- L. pilipes (Smith, 1875)
- L. platycephala (Cockerell, 1917)
- L. pristis (Vachal, 1903)
- L. pseudohalictiella (Strand, 1913)
- L. pulchricornis (Cockerell, 1943)
- L. pulchriventris (Cameron, 1897)
- L. purnongensis (Cockerell, 1913)
- L. quartinae (Gribodo, 1884)
- L. raialii (Pauly, 2001)
- L. rainandriamampandryi (Pauly, 2001)
- L. ranomafanae (Pauly, 2001)
- L. reginae (Cockerell, 1905)
- L. regis (Cockerell, 1910)
- L. reichardia (Strand, 1911)
- L. rubella (Smith, 1875)
- L. rufipes (Smith, 1875)
- L. rufocognita (Cockerell, 1905)
- L. rugicollis (Friese, 1930)
- L. rustica (Westwood, 1875)
- L. ruwenzorica (Cockerell, 1935)
- L. sanguinolenta (Friese, 1930)
- L. sansibarica (Strand, 1912)
- L. satelles (Cockerell, 1912)
- L. saussurei (Friese, 1902)
- L. scutellata (Smith, 1875)
- L. schroederi (Strand, 1914)
- L. semiaurea (Cockerell, 1905)
- L. semihirta (Cockerell, 1932)
- L. semipallida (Cockerell, 1905)
- L. senegalicola (Strand, 1912)
- L. setulosa (Benoist, 1962)
- L. shanganiensis (Cockerell, 1935)
- L. sicheli (Vachal, 1897)
- L. sikorai (Pauly, 1991)
- L. sjoestedti (Friese, 1909)
- L. smaragdula (Pauly, 1984)
- L. speciosana (Strand, 1913)
- L. speculina (Cockerell, 1942)
- L. sphecodoides (Pauly, 1991)
- L. spinulifera (Cockerell, 1933)
- L. stalkeri (Cockerell, 1910)
- L. stordyi (Cockerell, 1943)
- L. subarmata (Cockerell, 1943)
- L. subaustralica (Cockerell, 1910)
- L. sublucens (Cockerell, 1939)
- L. submoerens (Cockerell, 1914)
- L. subnitida (Benoist, 1964)
- L. swalei (Cockerell, 1939)
- L. tampoloensis (Pauly, 1991)
- L. tanganyicensis (Strand, 1913)
- L. tenuihirta (Cockerell, 1905)
- L. testacea (Strand, 1913)
- L. testaceipes (Friese, 1924)
- L. tetraloniformis (Strand, 1912)
- L. thor (Cockerell, 1930)
- L. triangularis (Cockerell, 1905)
- L. tridentata (Smith, 1875)
- L. triodonta (Kohl, 1906)
- L. tristemmae (Pauly, 2001)
- L. trochanterica (Friese, 1908)
- L. tuckeri (Friese, 1930)
- L. tulearensis (Benoist, 1962)
- L. turneri (Friese, 1924)
- L. ulongensis (Cockerell, 1929)
- L. umbiloensis (Cockerell, 1916)
- L. ustula (Cockerell, 1911)
- L. vicina (Stadelmann, 1897)
- L. viciniformis (Cockerell, 1939)
- L. victoriae (Cockerell, 1910)
- L. voeltzkowi (Friese, 1907)
- L. vulpina (Gerstäcker, 1857)
- L. welwitschi (Cockerell, 1908)
- L. whitfieldi (Cockerell, 1942)
- L. willeyi (Cameron, 1905)
- L. williamsi (Cockerell, 1930)
- L. xanthogastra (Alfken, 1926)
- L. yapiensis (Cockerell, 1943)
- L. yasumatsui (Hirashima, 1961)
- L. yunnanensis (He & Wu, 1985)
- L. zeae (Wu, 1985)
- L. zuala (Strand, 1911)